# Бургвальд
Бургвальд (нім. Burgwald) — громада в Німеччині, знаходиться в землі Гессен. Підпорядковується адміністративному округу Кассель. Входить до складу району Вальдек-Франкенберг.
Площа — 41,29 км2. Населення становить 4918 ос. (станом на 31 грудня 2020).